# Station Rhymney
Rhymney is een spoorwegstation van National Rail in Caerphilly in Wales. Het station is eigendom van Network Rail en wordt beheerd door Transport for Wales.